# ホンダ・AX-1
AX-1（エーエックス ワン） は、本田技研工業が1987年から10年間ほど製造販売していた、排気量が250ccでデュアルパーパス・タイプのオートバイである。
本項ではエンジンを共用する姉妹車のXL Degree（エックスエル ディグリー）についても後半で解説する。

## AX-1

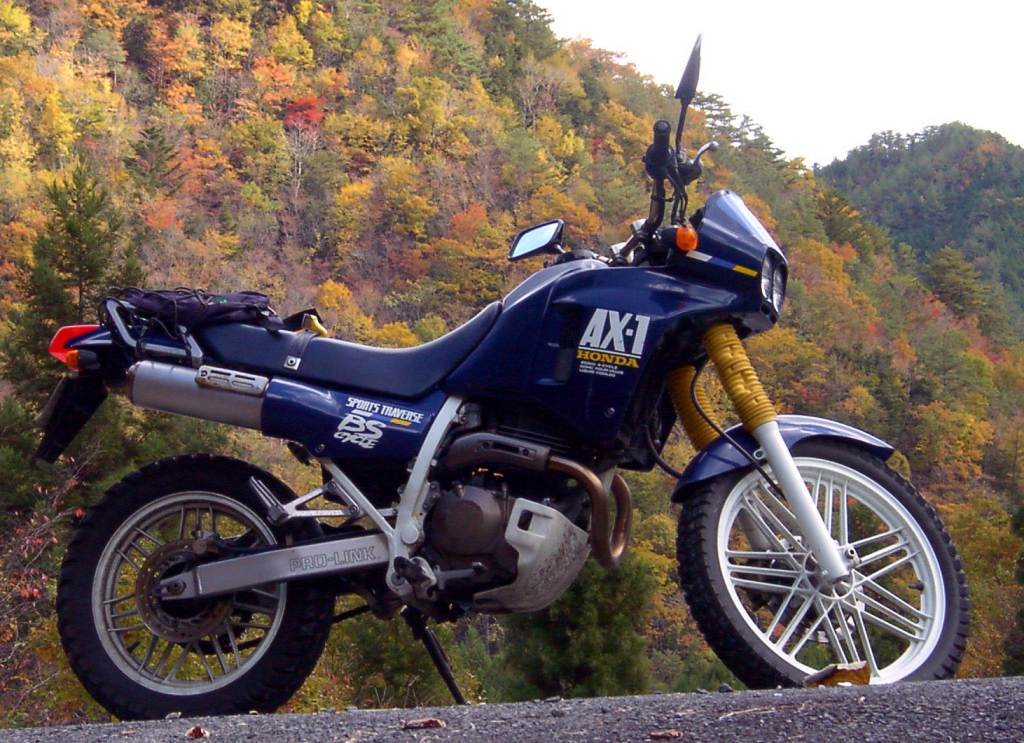
AX-1 1989年モデル

1987年11月20日発表、同年12月15日発売。型式名はMD21。排気量250cc軽二輪クラスのデュアルパーパスモデルで『従来のランドスポーツバイクとスーパースポーツバイクの性格を合わせ持ち、より幅広い走行環境で楽しく快適に走行できる斬新なスタイリングのスポーツバイク』として開発された。車両名称は「モーターサイクルの中での新しいジャンル 新しい軸（AXIS）を提案する1本目」に由来する。
海外向け仕様も製造されたが、日本国内向け仕様は2回のマイナーチェンジを実施して約10年間販売された。
スペック
フレームはダイヤモンド型フレームを採用。マフラーをフレーム構造材の一部に組み入れるなどして軽量スリム化を実現。デュアルヘッドライトやメーター類を組み込んだフェアリングをフレームに固定するほか、リヤキャリアを標準装備。エンジン下部のポリプロピレン製スキッドプレートやフロントフォークブーツなどオフロード走行を考慮したパーツも装着された。
前輪サスペンションがテレスコピック、後輪サスペンションがプロリンク式スイングアーム。ホイールは前19インチ/後16インチで21本スポーク型アルミキャスト製とし本モデル向けに専用設計とした90/100-19 55P（前）・120/90-16 63P（後）のチューブレスタイヤを装着。またブレーキは前後ともに油圧式シングルディスクとし、前ブレーキレバーはアジャスタブルタイプ、後ブレーキペダルはジュラルミン製を採用。
搭載されるMD21E型水冷4ストロークDOHC単気筒エンジンは、内径x行程：70.0x64.8（mm）・排気量249cc・圧縮比11.0から最高出力29ps/8,500rpm・最大トルク2.6kg-m/7,500rpmのスペックをマーク。通常使用することが多い低・中速域で特に扱いやすく応答性に優れたトルク特性を重視しながら、高回転でも伸びの良い出力特性を発揮させるチューニングがなされ、PD6B型キャブレター・CDI点火装置などの補機類を装着。始動はセルモーターのみとし、常時噛合式6速マニュアルトランスミッションを搭載する。また本エンジンは量産4ストロークエンジンとしてNSシリンダーを日本で初採用したほか、エキゾーストマニホールドはステンレス製である。
海外向け仕様
NX250の名称で製造販売された。欧州仕様のペットネームはDOMINATOR。型式も同じMD21でフレーム・エンジンなどはほぼ同一であるが、外観はNX125に近くよりオフでの使用を重視したもので、以下の相違点がある。
- 最高出力を26psに設定。
- ヘッドライトを丸2灯からNX125同様の異形1灯へ変更。
- ホイールをキャストからスポークへ変更。
- タイヤサイズは同一のチューブ仕様。
- リヤブレーキがドラム式。
- メーターパネルは文字盤目盛りならびに指針が赤色。
- ラジエーターシュラウドをタンク後端までフルカバーし開口部を縦2段化。
- テールランプ・リヤフェンダー・ウインカーを大型化。

### 沿革
1987年11月20日発表、同年12月15日発売
1988年モデル/モデルコード：NX250J
- 車体色はトラッドブルー・ パールクレシェンドホワイトの2色を設定。
- 標準現金価格：419,000円・日本国内販売目標：10,000台/年

1989年5月24日発表、同月25日発売
1989年モデル/モデルコード：NX250Kへ以下のマイナーチェンジを実施。
- エンジンの中・低速域応答性を向上。
- サスペンションセッティングをやや硬めに変更。
- リヤサイドフレームに独立式ヘルメットホルダーを設置。
- メーターパネルのウインカーインジケーターを左右独立式へ変更。
- 車体色をトラッドブルー・ロスホワイト・オブシディアンブラックの3色へ変更。
- 標準現金価格：409,000円・日本国内販売目標：10,000台/年

1994年3月30日発表、同年4月8日発売
1994年モデル/モデルコード：NX250Rへ以下のマイナーチェンジを実施。
- フロントフォークの表面仕上げをアルミ地肌を活かしたタイプに変更。
- ステンレス製エキゾーストマニホールドをバブ加工を実施。
- 前後アルミキャストホイールリム側面を切削加工仕上げへ変更。
- フロントならびにサイドカウル部のロゴを変更。
- 車体色をラピスブルーメタリックのみへ変更。
- 標準現金価格：449,000円・日本国内販売目標：700台/年

### ドラマ・映画などフィクション作品
- ウルトラマンティガ ：オートスタッグ1号

## XL Degree

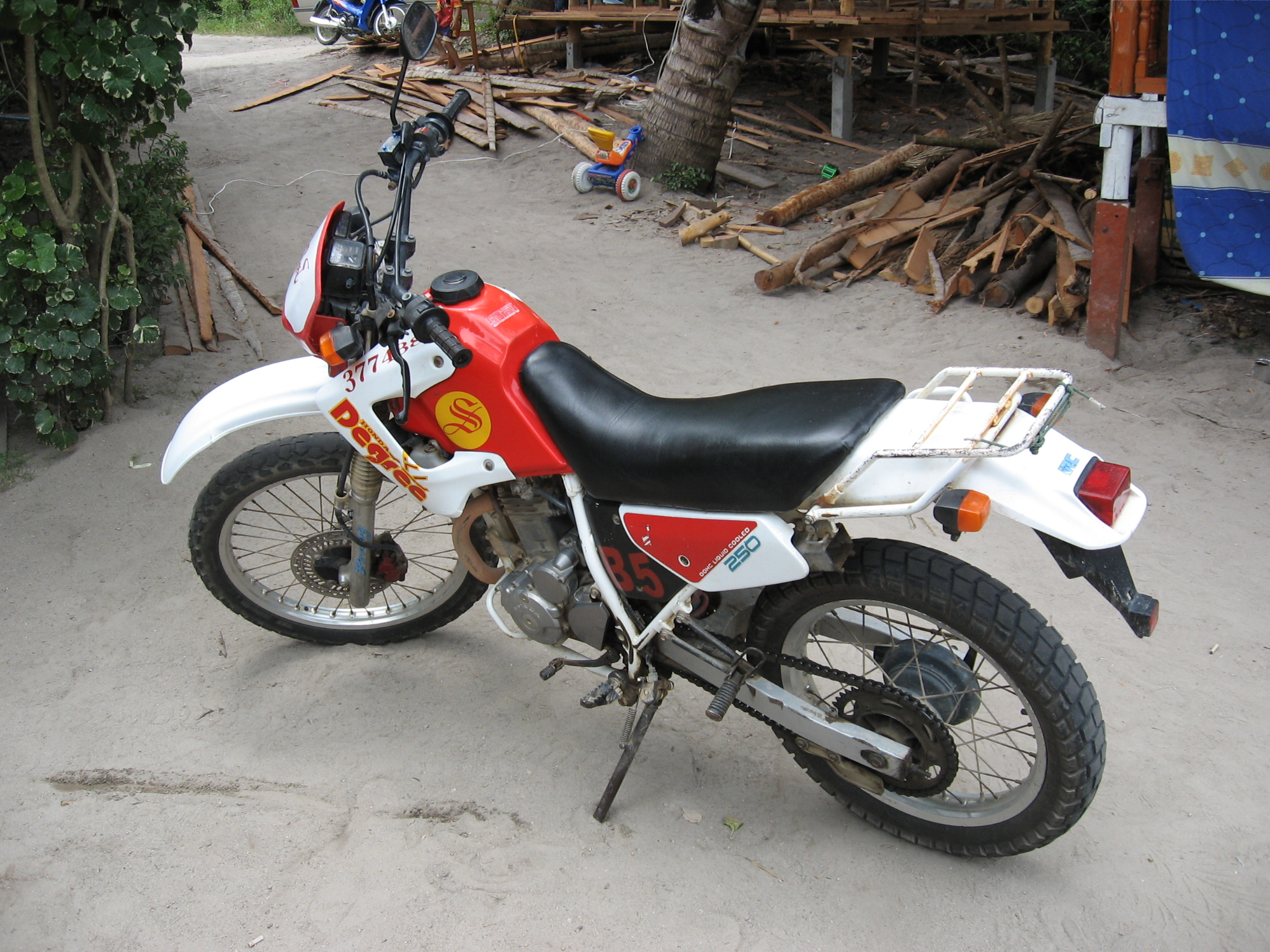
XL Degree 輸出仕様車

1991年4月26日発表、同月27日発売。型式名MD26。ペットネームのDegree（ディグリー）は経度・緯度・温度計などの度を意味する英語である。
1970年代から1980年代半ばにかけて製造販売されていたデュアルパーパスモデルのXLシリーズがXLRシリーズに進化する一方で、XLは元よりそれ以前のSLシリーズからの開発基本スタンスである『より幅広いライダーに・より幅広い走行環境で・より楽しく軽快に』走行できる基本性能はどうあるべきかを徹底追求して開発された。

### 車両解説
エンジンはAX-1と共通のMD21E型水冷4ストロークDOHC単気筒エンジンであるが、圧縮比を10.4へ落とし、バルブリフト量やバルブタイミングも低中速向けに変更、排気管も細く長くし、キャブレターを負圧式のVE39型とするなど大幅な再設計を行い、最高出力25ps/8,000rpm・最大トルク2.5kg-m/6,500rpmとされた。これによりスロットル低開度・低中回転域での出力が向上し、よりオフロード向きの出力特性を得ている。
車体もAX-1がベースとなっており、全体的にレイアウトも形状も似ているが、フレームは新規に丸パイプのセミダブルクレードルとしたほか、AX-1とは以下の相違点がある。
- 後ブレーキがドラム式
- タイヤサイズが、2.75-21（前）/4.60-18（後）
- 6速マニュアルトランスミッション・1次減速比は共通[注 5]だが2次減速比[注 6]のみ異なる

### 遍歴
1991年4月26日発表、同月27日発売
- 以下の車体色を設定
  - レッドxホワイト
  - グリーンxホワイト

1992年4月24日発表、同月25日発売
- 燃料タンク車名ロゴを変更するとともに以下の車体色を追加するマイナーチェンジを実施
  - フロリダブルーxホワイト

1993年3月発表、同年4月23日発売
- 以下の車体色へ変更するマイナーチェンジを実施
  - ロスホワイトxエンデュランスレッド
  - ロスホワイトxディオニサスブルー

1995年3月3日発表、同月16日発売
- 以下のマイナーチェンジを実施
  - 車名からXLが外れ【ホンダ ディグリー】となり、型式もリアブレーキの変更に伴いMD31となる
  - キャブレターセッティングを変更
  - ステンレス製エキゾーストマニホールドをバブ加工を実施
  - 後ブレーキを油圧式シングルディスク化
  - ハロゲンヘッドランプを35/36.5→60/50wへ強化
  - ナックルガードを標準装備化

## 諸元
| 車名                 | AX-1                             | XL Degree                        |
| 型式名               | MD21                             | MD26                             |
| モデルイヤー         | 1987                             | 1991                             |
| 全長x全幅x全高（m）  | 2.040x0.805x1.115                | 2.100x0.815x1.115                |
| ホイールベース（m）  | 1.350                            | 1.360                            |
| 最小回転半径（m）    | 2.1                              | 2.0                              |
| 最低地上高（m）      | 0.245                            | 0.240                            |
| シート高（m）        | 0.810                            | 0.790                            |
| 乾燥重量（kg）       | 114                              | 119                              |
| 車両重量（kg）       | 124                              | 129                              |
| 50㎞/h定地走行燃費   | 50.3km/L                         | 45.0km/L                         |
| エンジン型式名       | MD21E                            | MD21E                            |
| エンジン型式         | 水冷4ストローク4バルブDOHC単気筒 | 水冷4ストローク4バルブDOHC単気筒 |
| 総排気量             | 249㏄                            | 249㏄                            |
| 内径x行程（mm）      | 70.0x64.8                        | 70.0x64.8                        |
| 圧縮比               | 11.0                             | 10.4                             |
| 最高出力             | 29ps/8,500rpm                    | 25ps/8,000rpm                    |
| 最大トルク           | 2.6kg-m/7,500rpm                 | 2.5kg-m/6,500rpm                 |
| キャブレター         | PD6B                             | VE39                             |
| 点火装置             | バッテリー式CDI                  | バッテリー式CDI                  |
| 始動方式             | セルフ                           | セルフ                           |
| 潤滑方式             | 圧送式飛沫式併用ウエットサンプ   | 圧送式飛沫式併用ウエットサンプ   |
| 潤滑油容量           | 1.6L                             | 1.6L                             |
| 燃料タンク容量       | 9.0L                             | 9.3L                             |
| クラッチ             | 湿式多板コイルスプリング         | 湿式多板コイルスプリング         |
| 変速方式             | 左足動式リターン                 | 左足動式リターン                 |
| 変速機               | 常時噛合6段                      | 常時噛合6段                      |
| 1速                  | 2.846                            | 2.846                            |
| 2速                  | 1.777                            | 1.777                            |
| 3速                  | 1.333                            | 1.333                            |
| 4速                  | 1.041                            | 1.041                            |
| 5速                  | 0.884                            | 0.884                            |
| 6速                  | 0.785                            | 0.785                            |
| 1次減速比            | 2.727                            | 2.727                            |
| 2次減速比            | 3.153                            | 3.384                            |
| フレーム形式         | ダイヤモンド                     | セミダブルクレードル             |
| サスペンション（前） | テレスコッピック                 | テレスコッピック                 |
| サスペンション（後） | プロリンク式スイングアーム       | プロリンク式スイングアーム       |
| キャスター           | 25°30′                           | 26°05′                           |
| トレール             | 89.0mm                           | 94.0mm                           |
| タイヤ（前）         | 90/100-19 55P                    | 2.75-21 45P                      |
| タイヤ（後）         | 120/90-16 63P                    | 4.60-18 63P                      |
| ブレーキ（前）       | 油圧式シングルディスク           | 油圧式シングルディスク           |
| ブレーキ（後）       | 油圧式シングルディスク           | 機械式ドラム                     |
| 標準現金価格         | \419.000                         | \379,000                         |
| -------------------- | -------------------------------- | -------------------------------- |